# 景元寺
景元寺（けいげんじ）は、埼玉県さいたま市大宮区にある天台宗の寺院。

## 歴史
創建年代は不明である。寺伝によると、上杉謙信が関東出兵した際に、家臣の長尾景元が陣を敷いた所に寺を創建したことから「景元寺」と称したのだという。そのため、創建年代は戦国時代後期以降と推測される。
境内には、椎の木が2本ある。さいたま市の天然記念物に指定されている。樹齢は450年（20世紀後期時点）と推定されている。なお、板碑が近くに置かれている。

## 文化財
- 景元寺のシイノキ（さいたま市指定天然記念物 昭和34年7月11日指定）[2]

## 交通アクセス
- さいたま新都心駅より徒歩19分。